# Józef Lewinson
Józef Lewinson (ur. 20 stycznia 1903 w Warszawie, zm. 30 kwietnia 1940 w Katyniu) – polski inżynier chemik żydowskiego pochodzenia, podporucznik sanitarny rezerwy Wojska Polskiego, ofiara zbrodni katyńskiej.

## Życiorys
Syn Maksymiliana (ok. 1870–1940), właściciela sklepu z instrumentami muzycznymi na Nowym Świecie, i Wiery z domu Weinstein (ok. 1875–1944), zaginionej w czasie powstania warszawskiego. Był bratem Szymona Lewinsona (1895–1940), ojca Janiny Bauman. Ukończył studia na Wydziale Chemii Politechniki Warszawskiej w roku 1927, a następnie był współwłaścicielem fabryki chemicznej w Warszawie. W latach 1929–1930 odbył przeszkolenie wojskowe w Szkole Podchorążych Rezerwy Sanitarnych w Warszawie. Na stopień podporucznika został mianowany ze starszeństwem z 1 stycznia 1935 i 107. lokatą w korpusie oficerów rezerwy sanitarnych. Posiadał przydział w rezerwie do Kadry Zapasowej 1 Szpitala Okręgowego w Warszawie. 
W roku 1931 opublikował część 1 książki „Fabrykant domowy” („Zbiór przepisów oraz praktyczne wskazówki do domowego wyrobu artykułów techniczno-chemicznych”).  
Po wybuchu II wojny światowej został zmobilizowany do Kadry Zapasowej 1 Szpitala Okręgowego. Po agresji ZSRR na Polskę w nieznanych okolicznościach został wraz z bratem wzięty do niewoli sowieckiej. Od grudnia 1939 przebywał w obozie jenieckim w Kozielsku. 28 kwietnia 1940 przekazany do dyspozycji naczelnika Zarządu NKWD Obwodu Smoleńskiego – lista wywózkowa 052/3 z 27 kwietnia 1940. Został zamordowany 30 kwietnia 1940 w Katyniu przez funkcjonariuszy Obwodowego Zarządu NKWD w Smoleńsku oraz pracowników NKWD przybyłych z Moskwy na mocy decyzji Biura Politycznego KC WKP(b) z 5 marca 1940. Ofiary tej zbrodni grzebano w bezimiennych mogiłach zbiorowych, gdzie od 28 lipca 2000 mieści się oficjalnie Polski Cmentarz Wojenny w Katyniu. W miejscu tym prowadzone były ekshumacje i prace archeologiczne. Zidentyfikowany podczas ekshumacji nadzorowanych przez Niemców w 1943 pod numerem 2585 (raport dzienny z 30 maja 1943). Przy jego szczątkach znaleziono: dowód osobisty, książkę wojskową, kartę zwolnienia, świadectwo szczep. w Kozielsku. Figuruje na liście Komisji Technicznej PCK pod numerem 02585. 
5 października 2007 minister obrony narodowej Aleksander Szczygło mianował go pośmiertnie na stopień porucznika. Awans został ogłoszony 10 listopada 2007 w Warszawie, w trakcie uroczystości „Katyń Pamiętamy – Uczcijmy Pamięć Bohaterów”. 